# Journal of Colloid and Interface Science
Journal of Colloid and Interface Science is een internationaal, aan collegiale toetsing onderworpen wetenschappelijk tijdschrift op het gebied van de fysische chemie.
De naam wordt in literatuurverwijzingen meestal afgekort tot J. Colloid Interface Sci.
Het wordt uitgegeven door Elsevier en verschijnt tweewekelijks.
Het eerste nummer verscheen in 1966.